# Manfred Trenz
Manfred Trenz (* 29. November 1965 in Saarbrücken, Deutschland) ist Entwickler der Computerspiele der Turrican-Reihe, verantwortlich für die C64-Version des Spielehits R-Type sowie das bekannte C64-Spiel The Great Giana Sisters. Mehrere seiner Werke gelten innerhalb der Szene als Kultspiele.

## Werdegang
Im Jahr 1984 kam Manfred Trenz erstmals mit dem VC20 eines Freundes in Kontakt und erstellte eigene Grafiken. Kurze Zeit später legte er sich einen C64 zu und begann zunächst in BASIC zu entwickeln. Schnell erkannte er, dass der eingebaute BASIC-Interpreter des C64 seinen Zwecken nicht dienlich ist und lernte Assembler. Nebenbei gestaltete er außerdem weiterhin Grafiken. Im Jahr 1986 nahm er mit einigen seiner Bilder an einem Grafikwettbewerb der Zeitschrift „64’er“ teil und erreichte den dritten Platz.
Dieser Wettbewerb bedeutete für Trenz den Sprung in die Welt der professionellen Spieleentwicklung, denn kurz darauf meldete sich die kleine Spielefirma Rainbow Arts bei ihm. Im Jahr 1987 wurde er dort schließlich fest eingestellt, nachdem er zuvor zunächst freiberuflich für das Unternehmen gearbeitet hatte.

### The Great Giana Sisters
Trenz' erstes Projekt bei Rainbow Arts war The Great Giana Sisters, welches sich so nah an die Vorlage Super Mario Bros. hielt, dass es bald aus den Regalen verschwand. Als Schwarzkopie, wie es zu damaliger Zeit besonders gängig war, verbreitete sich das Spiel dennoch und erlangte große Popularität unter Computerspielern. Trenz war verantwortlich für Grafik, Spiel- und Leveldesign.

### Katakis
Inspiriert durch die Shoot'em ups Nemesis, Darius und R-Type begann Trenz nach den Great Giana Sisters sein zweites Projekt bei Rainbow Arts: Katakis, welches 1988 veröffentlicht wurde. Auch bei diesem Spiel war Rainbow Arts mit juristischen Komplikationen konfrontiert. Um eine gerichtliche Auseinandersetzung zu vermeiden, einigten sie sich mit dem R-Type-Publisher Activision darauf, dass Rainbow Arts R-Type für den C64 umsetzen sollte – dies geschah innerhalb der kurzen Entwicklungszeit von 6 ½ Wochen. Im Gegenzug verzichtete Activision auf juristische Schritte. Für diese Umsetzung war ebenfalls Manfred Trenz verantwortlich.

### Turrican
Auch bei Trenz' nächstem Spieleprojekt ließ er sich von bekannten Spieletiteln inspirieren, diesmal Metroid und Hawkeye. Letzteres wurde von dem Niederländer Mario Van Zeist und seinen Boys Without Brains entwickelt und von Thalamus veröffentlicht. Für Trenz galt es als das bis dahin technisch anspruchsvollste C64-Spiel, welches er toppen wollte.
Im Jahr 1990 veröffentlichte Rainbow Arts schließlich den Plattform-Shooter Turrican. Zu den Features zählte Acht-Wege- und echtes Parallax-Scrolling und ausgedehnte Level, die zusammengenommen 1200 Bildschirme groß sind. Neben der für damalige Verhältnisse umfangreichen Spieltiefe verfügt das Spiel auch, wie schon Katakis, über große Zwischen- und Endgegner, die aus mehreren Sprites zusammengesetzt sind.
Turrican war ein großer Erfolg und wurde für eine Reihe anderer Systeme konvertiert, darunter für den Amiga von der Entwicklergruppe Factor 5. 1991 wurde der Nachfolger Turrican II veröffentlicht. Auch dieser war primär für den C64 entwickelt worden, auch wenn die Amiga-Version etwas früher fertiggestellt wurde. Neben dem bewährten Spielprinzip aus dem Vorgänger sind einige Level im Stil von Katakis als Shoot'em Up angelegt.

### Nach Turrican
Parallel zu Super Turrican für das Nintendo Entertainment System 1992 entwickelte Manfred Trenz Enforcer, welches sein letztes Spiel auf dem C64 sein sollte. Obwohl technisch ebenfalls sehr eindrucksvoll, erlangte Enforcer nicht den Erfolg der bisherigen Spiele von Trenz. Eine Mutmaßung für die Ursache stützt sich darauf, dass es nicht von Rainbow Arts, sondern von Double Density in einem Diskettenmagazin veröffentlicht wurde.
In den Folgejahren war Manfred Trenz in der Fachpresse wenig präsent. Im Jahr 1995 erschien ausschließlich in Japan Rendering Ranger für das Super Famicom.

### Turrican 3D
Im Dezember 1999 sollte Turrican 3D von THQ veröffentlicht werden. Rainbow Arts wurde im selben Jahr von Softgold aufgekauft und Softgold wiederum von THQ. Vorab-Berichterstattungen von einigen Computerspiele-Magazinen präsentierten eindrucksvolle Bildschirmfotos. Die PC Action druckte ein Interview mit Manfred Trenz ab. Sogar die nötigen technischen Spezifikationen, die der PC mitbringen musste, waren beispielsweise in der PC Action abgedruckt: Pentium 300 MHz, 32 MB RAM, Windows 95/98/NT. Trenz' Partner bei der Entwicklung war das Architektur-Unternehmen AllVision. Trenz versprach sich durch die Zusammenarbeit mit AllVision eine vor allem architektonisch beeindruckende Spielwelt. Die Entwicklung wurde 2000 ohne offizielle Stellungnahme eingestellt. Ein kurzer Kommentar Trenz', der im Internet zu finden ist, lässt jedoch vermuten, dass er sich mit AllVision zerstritten haben muss. Darin wirft er ihnen Geldgier vor.

### Gegenwart
Nach dem Turrican-3D-Debakel erschienen nur noch zwei Konsolenumsetzungen von Trenz, Micro Machines V3 für den Game Boy Color im Jahr 2000 und CT Special Forces für die PlayStation im Jahr 2003. An die Erfolge seiner C64-Titel konnte er mit diesen Spielen jedoch nicht mehr anknüpfen. Einige Zeit lang entwickelte Manfred Trenz für das Unternehmen Similis in Oberhausen. Ende 2004 gründete er, im Zusammenschluss mit Smash Designs, die Firma Denaris Entertainment Software (DES) und kündigte als erstes Projekt eine Fortsetzung von Katakis für PC und C64 an. Über das ganze Jahr 2005 hinweg gab es keine Neuigkeiten, in einer kurzen Mitteilung im Dezember '05 gab Trenz dann bekannt, dass er durch andere Projekte zeitlich eingebunden sei und sich die Veröffentlichung von Katakis 2 daher auf unbestimmte Zeit verschieben würde. Die Entwicklung des Projektes liegt momentan auf Eis (Stand: Dezember 2008). In den letzten Jahren entwickelte Trenz vor allem für die Systeme Game Boy Advance und Nintendo DS. Sein jüngstes Projekt war eine Nintendo-DS-Umsetzung von Ankh, die als Ankh: Der Fluch des Skarabäenkönigs im zweiten Quartal 2008 erschienen ist.
Im April 2011 stellten Trenz und sein Entwicklerteam schließlich Grafiken und Spielszenen zu Katakis 2 auf der Demoszene-Veranstaltung Revision 2011 vor und veröffentlichten auf der Videoplattform YouTube einen ersten Trailer, der den Release des Titels im späten Sommer 2011 ansetzte, ohne dass das Spiel jedoch erschien.

## Ludografie
- The Great Giana Sisters (Grafik und Leveldesign auf dem C64, 1987)
- Katakis/Denaris (C64, 1988)
- R-Type (Konvertierung des Arcadespiels auf den C64, 1988)
- Turrican (C64, 1990)
- Turrican II (C64/Amiga, 1991)
- Super Turrican (NES, 1992)
- Enforcer (C64, 1992)
- Rendering Ranger: R2 (Super Famicom, 1995)
- Micro Machines V3 (Konvertierung des PlayStation- und PC-Spiels auf den Game Boy Color, 2000)
- CT Special Forces (Konvertierung des Game-Boy-Advance-Spiels auf die PlayStation, 2003)
- Crazy Frog Racer (Game Boy Advance, 2005)
- Meine Tierpension (Konvertierung des PC-Spiels auf den Nintendo DS, 2006)
- Meine Tierarztpraxis (Konvertierung des PC-Spiels auf den Game Boy Advance, 2006)
- Dragon’s Rock – Drachenfels (Game Boy Advance, 2006)
- WinneToons – Die Legende vom Schatz im Silbersee (Nintendo DS, 2007)
- Germanys Next Topmodel (Nintendo DS, 2008)
- Ankh – Der Fluch des Skarabäenkönigs (Nintendo DS, 2008)